# Imitação

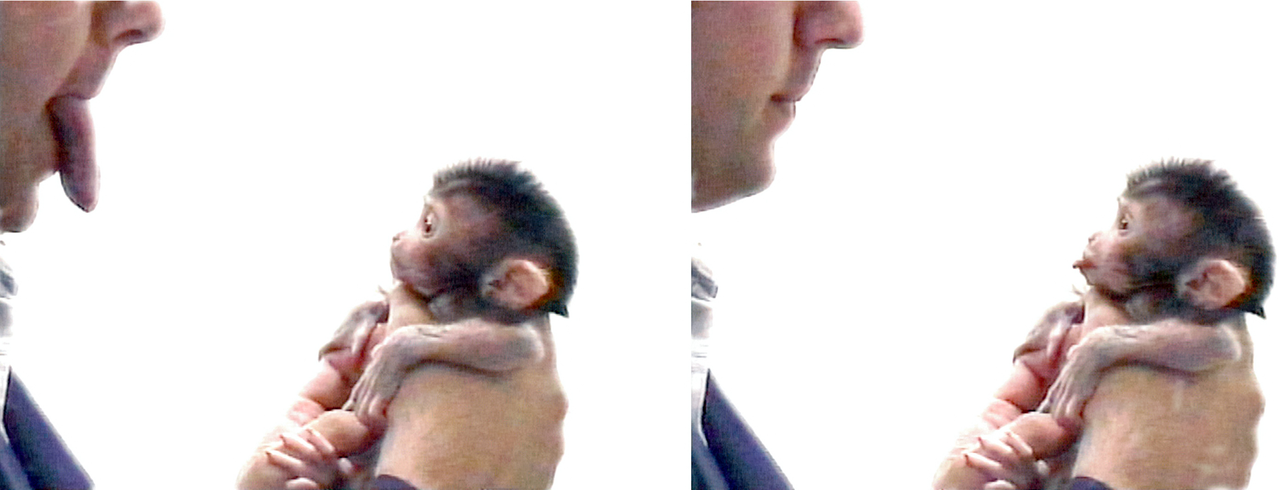
Um macaco-rhesus recém-nascido imitando um humano.

Imitação é um comportamento avançado pelo qual um indivíduo observa e replica outro. A imitação é também uma forma de aprendizagem observacional que leva ao "desenvolvimento de tradições, e no fim de contas à nossa cultura. Permite a transferência de informação (comportamentos, costumes, etc.) entre indivíduos e através das gerações sem necessidade de herança genética." O termo pode ser aplicado em variados contextos, desde o treinamento de animais à política internacional.

## Tipos de imitação
Imitação Artística: A imitação artística consiste recriar alguma coisa baseando se numa pesperctiva já existente, como por exemplo ao pintar um quadro de um ganso vendo o outro pintar um quadro de um ganso.